# Kielce
Kielce is de hoofdstad van de Poolse woiwodschap Heilig Kruis. De stad ligt aan de voet van de Heiligkruisgebergte en telt 197.724 inwoners (2016).

## Geschiedenis
In de 11e eeuw vestigden zich jagers in de gebieden rond het Heiligkruisgebergte. Voordien was dit gebied zo goed als onbewoond. Omdat ze een plek nodig hadden om bont en vlees voor graan te verhandelen, ontstond de markt van Kielce. In het begin van de 12e eeuw werd het plaatsje eigendom van de bisschoppen van Krakau, die er een houten kerk en een landhuis lieten bouwen. In 1171 werd een stenen kerk gebouwd door bisschop Gedeon Dyrf. Halfweg de 13e eeuw werd de stad verwoest tijdens een aanval van de Mongolen onder leiding van Ögedei Khan. Het duurde echter niet lang vooraleer de stad herbouwd was.
Tijdens de Zweedse Zondvloed (1655-1660) werd de stad door Zweedse troepen geplunderd en in brand gestoken. Enkel het paleis en de kerk bleven behouden. De stad slaagde erin zich te herstellen onder leiding van bisschop Andrzej Załuski. In 1761 had Kielce meer dan 4000 inwoners. Tot het einde van de eeuw kende de stad een periode van sterke groei. Er kwamen een brouwerij, verscheidene steenfabrieken, een paardenfokkerij en een hospitaal.

### Poolse Delingen
Als een resultaat van de Derde Poolse Deling werd Kielce onderdeel van Oostenrijk. Tijdens de Pools-Oostenrijkse oorlog werd het in 1809  door prins Józef Poniatowski veroverd en bij het hertogdom Warschau gevoegd. Na de nederlaag van Napoleon Bonaparte in 1815 werd Kielce bij Congres-Polen gevoegd. Gedurende het de jaren dat Krakau als de republiek Krakau een stadstaat was, was Kielce de hoofdstad van het gouvernement Krakau. Dankzij de inspanningen van Stanisław Staszic werd Kielce het centrum van de nieuw opgerichte Oud-Poolse Industriële Zone (Staropolski Okręg Przemysłowy). De stad groeide snel en nieuwe mijnen, groeves, en fabrieken werden gebouwd. In 1816 werd in Kielce de eerste technische universiteit van Polen opgericht. Na de dood van Staszic geraakte de Oud-Poolse Industriële Zone in verval. De technische universiteit verhuisde naar Warschau en werd daar de Technische Universiteit Warschau.
In november 1830 namen de inwoners van Kielce deel aan de Novemberopstand tegen Rusland. In 1844 organiseerde priester Piotr Ściegienny een lokale opstand om Kielce van het Russische juk te bevrijden. Ściegienny werd echter door de Russen naar Siberië gestuurd. In 1863 nam Kielce deel aan de Januariopstand. Als vergelding liet het regime alle Poolse scholen in de stad sluiten en maakte het van Kielce een militaire garnizoenstad. De Poolse taal werd verboden. Door deze acties namen veel gymnasiumleerlingen deel aan de revolutie van 1905, waarbij ze vergezeld werden door fabriekswerkers.

### Soeverein Polen
Na het uitbreken van de Eerste Wereldoorlog was Kielce de eerste Poolse stad door de Poolse legioenen onder leiding van Józef Piłsudski van de Russen werd bevrijd. Toen Polen na de oorlog opnieuw onafhankelijk werd werd Kielce de hoofdstad van de woiwodschap Kielce. Kielce was een van de knooppunten in een investeringsplan uit de jaren '30 van de twintigste eeuw om de Poolse industrie aan te wakkeren, namelijk de Centrale Industriële Zone (Centralny Okręg Przemysłowy).

### Tweede Wereldoorlog
Un 1939 werd de stad, die toen 71.000 inwoners telde, door nazi-Duitsland bezet. Eind maart 1941 creëerden zij het getto van Kielce. Hier vond op 23 mei 1943 het bloedbad van Kielce plaats. Op 15 januari 1945 werd de stad door het Rode Leger ingenomen.

### Pogrom
In Kielce vond op 4 juli 1946 de pogrom van Kielce plaats, waarbij 41 joden om het leven kwamen; negentigduizend joden ontvluchtten hierna Polen.

## Verkeer en vervoer
- Station Kielce Herbskie
- Station Kielce Piaski

## Bezienswaardigheid
Het Bisschoppelijk Paleis van Kielce.

## Sport
De bekendste voetbalclub van Kielce is Korona Kielce.

## Geboren
- Paweł Brożek, voetballer
- Piotr Brożek, voetballer
- Kamila Chudzik, meerkampster
- Marika Dominczyk, actrice
- Leszek Drogosz, bokser en acteur
- Gustaw Herling-Grudziński, schrijver, essayist en intellectueel
- Zbigniew Piątek, wielrenner
- Mariusz Witecki, wielrenner

## Galerij

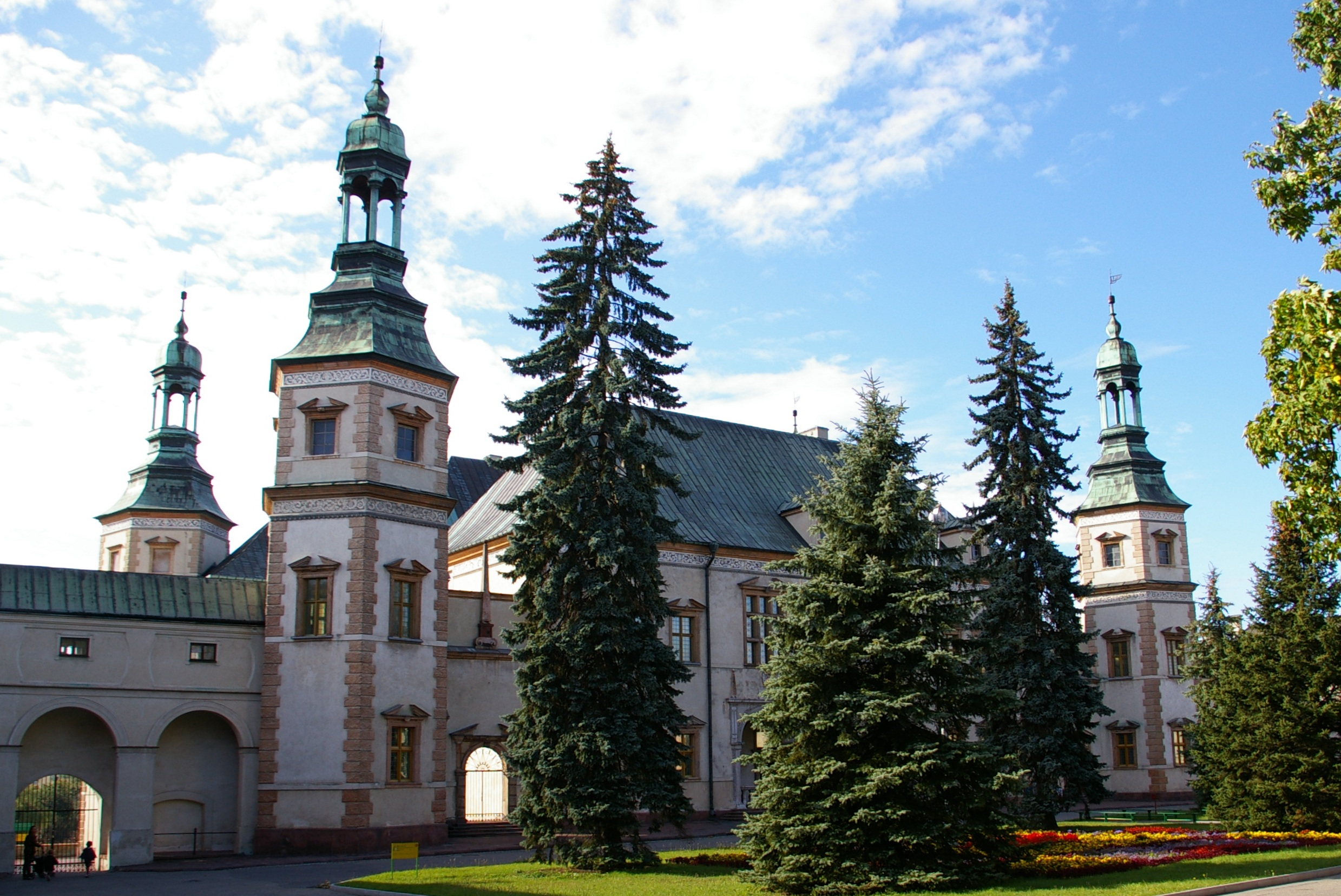
Nationaal Museum
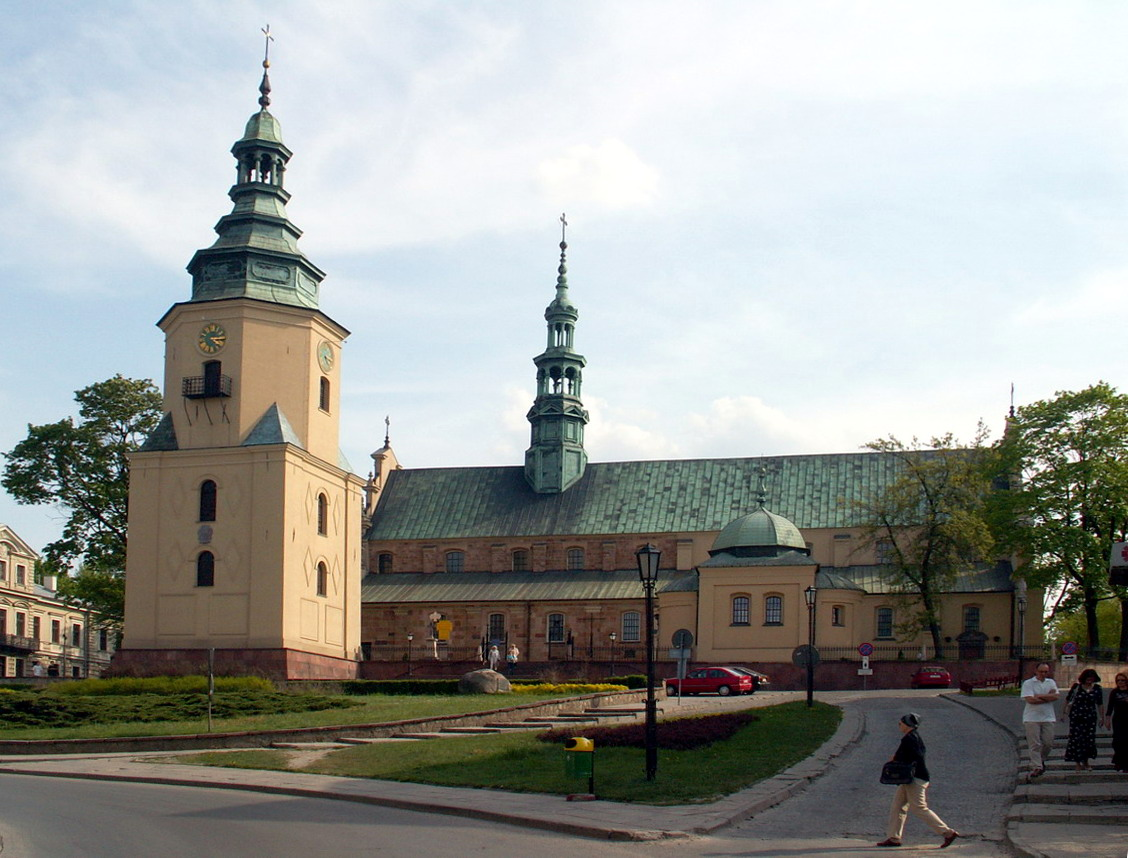
Kathedraal
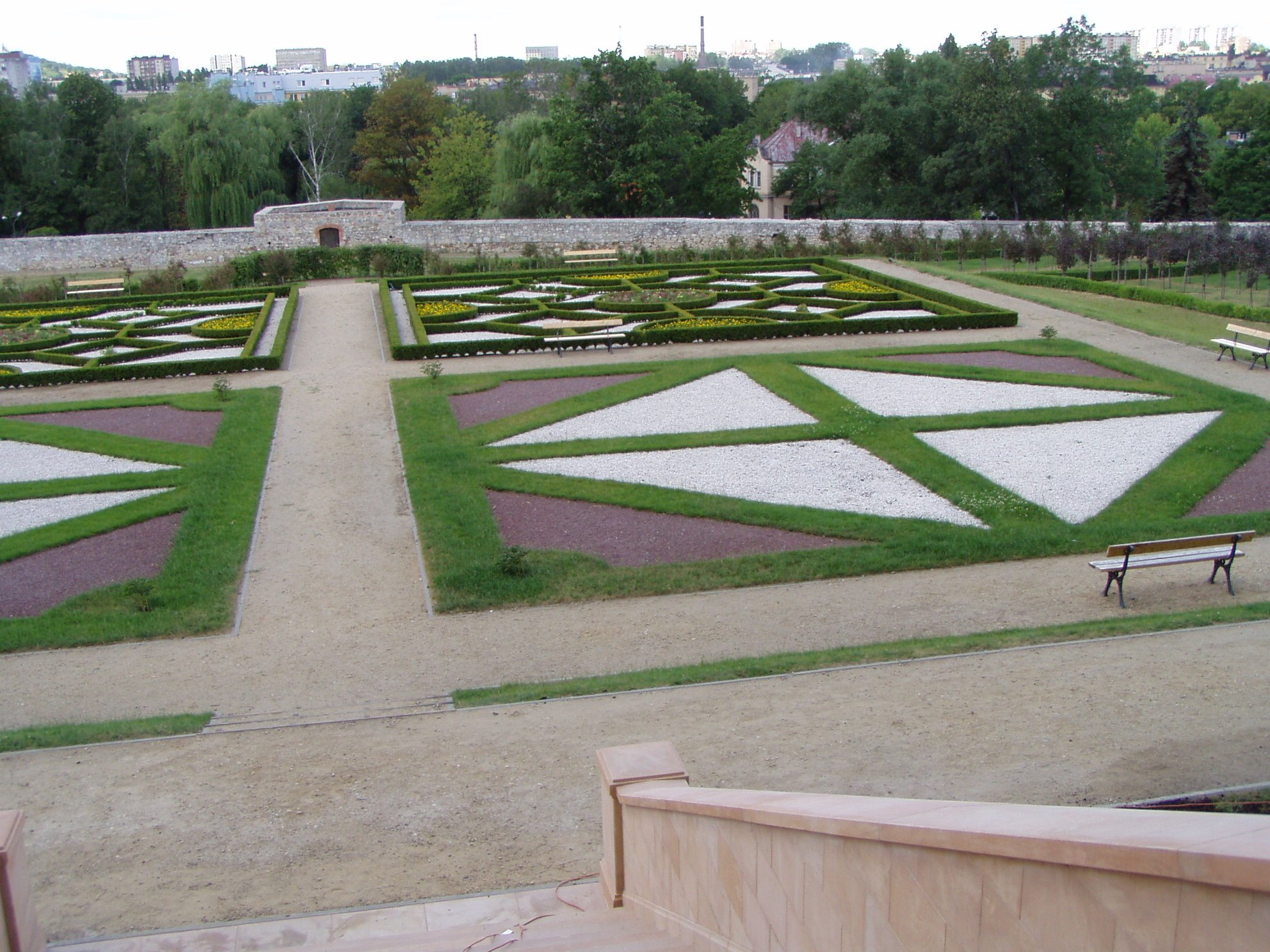
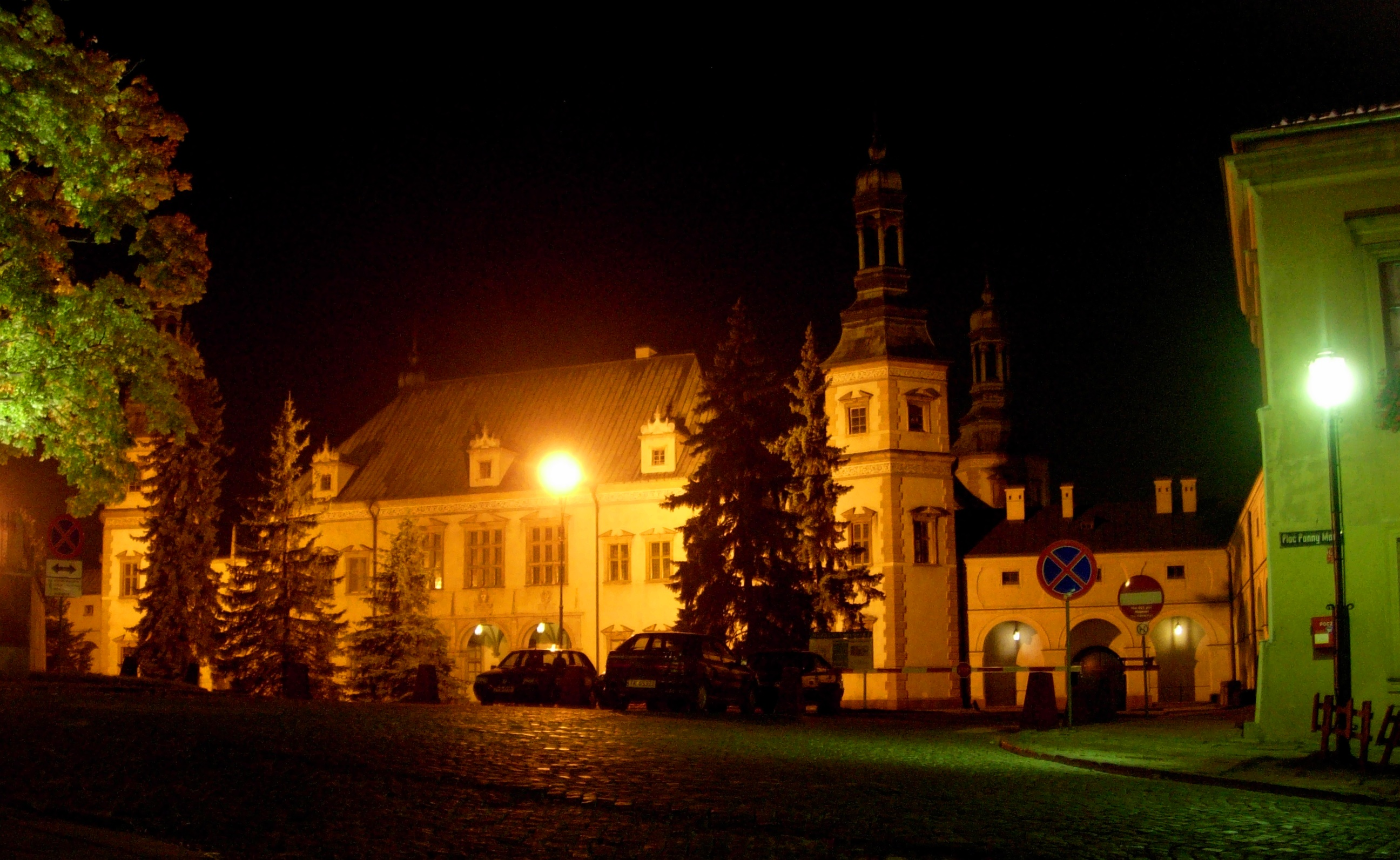
Nationaal Museum
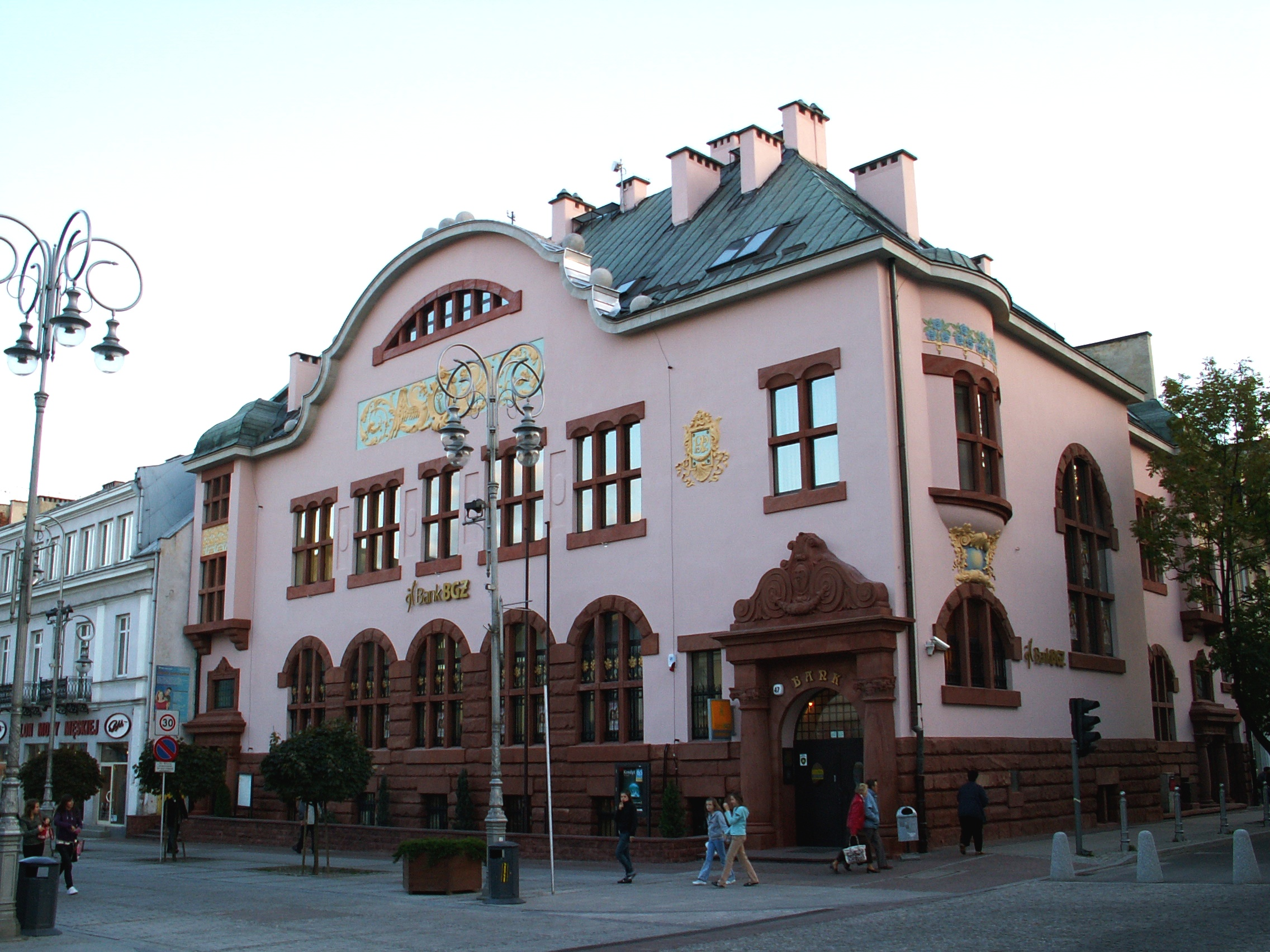
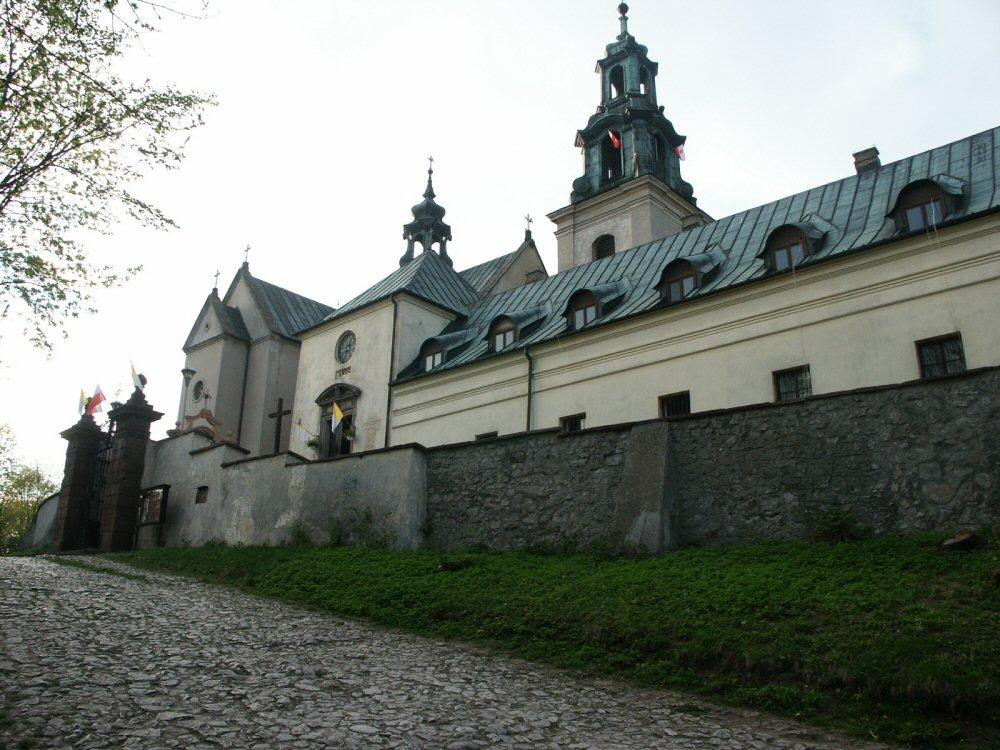
Karczówka
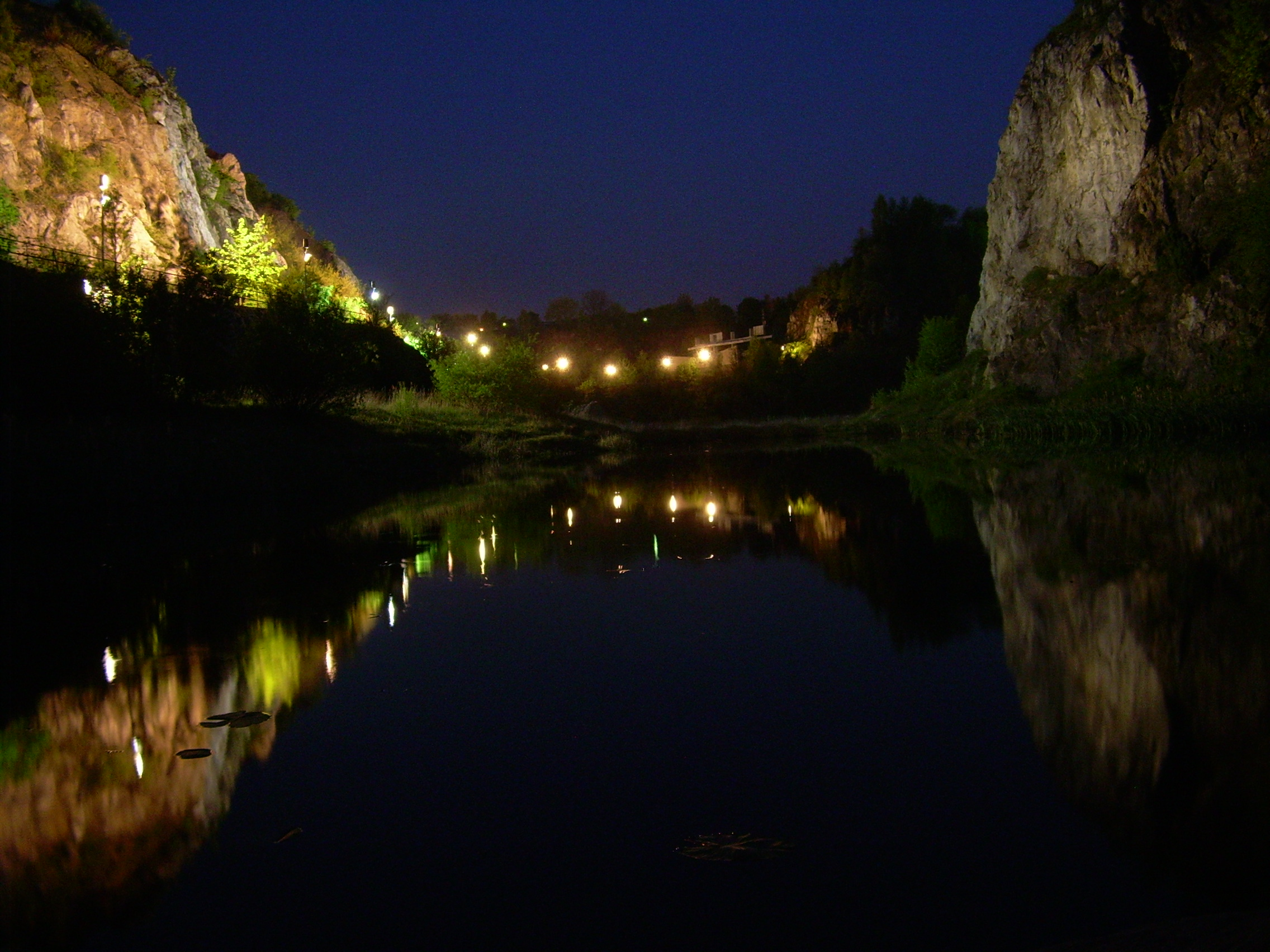
Kadzielnia
Jozef Pilsudski in Kielce
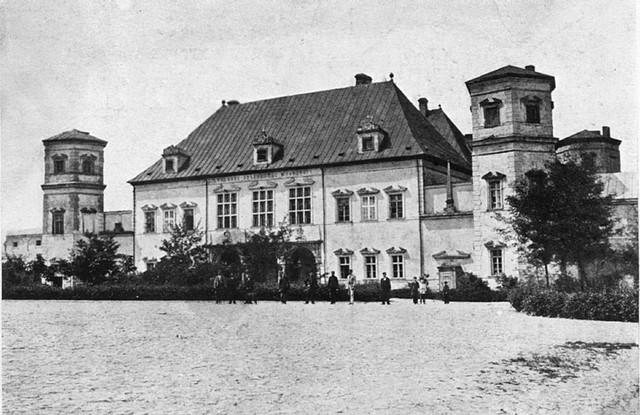
Nationaal Museum
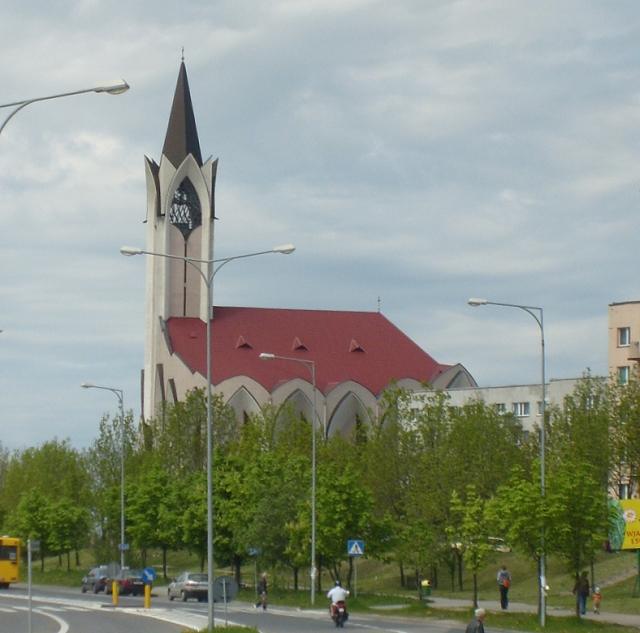
De Heilige Hedwig van Polen Kerk

Stadsdistrict:
Kielce

Districten:
Busko-Zdrój · Jędrzejów · Kazimierza · Kielce · Końskie · Opatów · Ostrowiec · Pińczów · Sandomierz · Skarżysko · Starachowice · Staszów · Włoszczowa

Grootste steden:
Kielce · Końskie · Ostrowiec Świętokrzyski · Sandomierz · Skarżysko-Kamienna · Starachowice